# Ḩamzah Khānlū
Ḩamzah Khānlū (persiska: حمزه خانلو) är en ort i Iran.   Den ligger i provinsen Ardabil, i den nordvästra delen av landet, 500 km nordväst om huvudstaden Teheran. Ḩamzah Khānlū ligger 506 meter över havet och antalet invånare är 161.
Terrängen runt Ḩamzah Khānlū är kuperad. Runt Ḩamzah Khānlū är det ganska tätbefolkat, med 58 invånare per kvadratkilometer. Närmaste större samhälle är Germī, 11,2 km sydväst om Ḩamzah Khānlū. Trakten runt Ḩamzah Khānlū består till största delen av jordbruksmark.